# Лютеция
Люте́ция (лат. Lutetia), иногда также Люте́ция Паризио́рум (лат. Lutetia Parisiorum) — название поселения, сложившегося в древности на месте современного Парижа. Лютеция была центральным поселением кельтского племени пари́зиев. Название её осталось прежним и после захвата этих земель римлянами. Лютеция, латинское имя города (lutum на латыни означает «грязь, ил»), связано с кельтским (louk-teih, louk-tier «топкие места»).

## Кельтское поселение
Первое упоминание Лютеции приходится на середину I века до н. э. и принадлежит Юлию Цезарю. Цезарь называет её городом паризиев (лат. Lūtētia Parīsiōrum, oppidum Parīsiōrum), лежащим на острове Секваны (Сены) и соединённым с её берегами мостами. Полвека спустя Страбон замечает, что паризии живут у Секваны, на которой есть их остров и город, Лукотокия (др.-греч. πόλις Λουκοτοκία). Птолемей (вторая половина II века) приводит географические координаты этого города — Лукотекии Паризиев (= лат. Parīsiōrum, др.-греч. πόλις Παρισίων Λουκοτεκία; вар. Λευκοτεκία с переосмыслением в связи с др.-греч. λευκóς «белый, светлый, чистый»). Бо́льшая его часть была в то время левобережной и располагалась на возвышенности, именовавшейся Лукотицийской (лат. mōns Lucotitius; Сент-Женевьев). Учитывая последнюю форму и вышеприведённые ранние греческие передачи, название города может содержать имя кельтского божества Loucetios, отождествляемого с римским Марсом (сюда же ср. Люзеш, название городка на юго-западе Франции). К III веку относится упоминание Лутиции в «Итинерарии Антонина» (лат. Luticia Parīsiōrum). С начала IV века название «Лутеция» заменяется на дорожных мильных камнях «городом паризиев» (лат. cīvitās Parīsiōrum). Юлиан в середине IV века пишет о дорогой ему Лукетии (др.-греч. Λουκετία). Так, по его словам, называют кельты этот город паризиев — речной остров, обведённый стеной, с мостами по обеим его сторонам. Несколько позднее форт паризиев Лутицию (лат. Parīsiōrum castellum, Luticia nōmine) упоминает Аммиан Марцеллин. К концу римского времени город назывался уже просто Паризием (лат. Parīsius).
После Цезаря Лютеция осталась главным поселением паризиев, однако скудные находки археологов долгое время не позволяли с определённостью установить место её прежнего нахождения. Считалось, что Лютеция была расположена на одном из островов Сены, Сите, однако во время раскопок предметы доримского периода здесь найдены не были. По мнению актёра и писателя Лорана Дойча, первоначально она находилась на территории нынешнего города Нантера — пригорода Парижа, расположенного в 11 километрах от его центра. При раскопках в Нантере в 2003 году (при прокладке трассы А86) были обнаружены «дома, улицы, колодцы, ворота и другие находки». Известно, что перед заключительным сражением паризиев с римской армией, было решено сжечь Лютецию. Таким образом, после своей победы римляне захватили только остатки сгоревшего города.
Впрочем, на мнение об историческом центре могло повлиять то, что в Нантере родилась легендарная покровительница Парижа Св. Женевьева.

## Римский период
Старейшие находки (италийские амфоры, фибулы), относящиеся к римскому периоду после присоединения Галлии к Римской империи, датированы 40-30 гг. до н. э., однако они дают лишь скудную информацию о тех временах. Предположительно поселение возникло из военного лагеря, но до сих пор не найдены доказательства этого факта.
Собственно поселение было образовано в начале I века н. э. и имело три основных пункта. На левом берегу Сены находился один центр, на острове Сите расположился другой, и на правом берегу Сены — предместье города. Все три части были соединены между собой мостами.
План части города на левом берегу похож на шахматную доску с кварталами (инсулами) размером 300×300 древнеримских пассов (88,8×88,8 м), с некоторыми отклонениями. Например, с юго-востока город диагонально пересекала дорога из Лиона, ведущая к центру города. Лютеция была важным торговым пунктом, через который проходили торговые пути.

## Постройки
При археологических работах были обнаружены различные общественные здания. Был найден форум, занимающий две инсулы, в центре которого был двор и храм, а на востоке стояла базилика. Скорее всего, форум был со всех сторон окружён аркадами и лавками. Также был обнаружен амфитеатр немного поодаль города и театр в центре. Театр, раскопанный в 1861—1884 годах, занимал одну инсулу и со своим полукругом и прямоугольной сценой является типичным древнеримским зданием. Он был построен в I веке н. э. и снесён в IV веке.

### Термы
До сих пор были обнаружены три больших термы. Термы Клюни стоят и по сей день, на одном из залов сохранилась даже выпуклая крыша. Это здание занимало целую инсулу и состояло из собственно купального зала и находившегося чуть южнее двора. Это одна из наиболее хорошо сохранившихся римских построек севернее Альп, но от внутреннего убранства мало что осталось. Стены были облицованы мрамором и частично разрисованы. На полу тоже лежал мрамор и мозаика. Была найдена мозаика, изображающая Эроса с дельфином.
Самое большое здание стояло неподалёку от Коллеж де Франс в Латинском квартале и занимало две инсулы. Сейчас оно только частично раскопано и датируется I веком н. э. Ранее в одной из инсул располагались жилые помещения, которые были позже перестроены в залы терм. К сожалению, от этого здания сохранились не все части, поэтому невозможно составить полный план.
Третье купальное заведение было обнаружено южнее форума.
Для водоснабжения города был сооружён акведук (фр.) длиной 26 км, большая часть его проходила под землёй. Он приспосабливался под особенности местности, поэтому проходил не строго по прямой линии от источника к городу, а по траектории, отвечающей ландшафту. Только в долине реки Бьевры акведук проходил над землёй, становясь мостовой конструкцией.

### Жилые помещения
В разных частях города можно обнаружить остатки древнеримских построек, но из-за того, что они плохо сохранились, невозможно составить точную картину архитектурных сооружений. Предположительно, сначала в городе преобладали деревянные постройки, которые позже были заменены каменными строениями. В некоторых домах сохранились подвалы, гипокаусты (устройства для обогрева помещений) и остатки настенной живописи.
Из построек ремесленников также мало что дошло до наших дней, обнаружены лишь две гончарни. Также существовали профессии лодочника, каменотёса и кузнеца, эта информация была получена из сохранившихся гробниц.

### Храмы
Кроме храма на площади форума, другие храмы не были найдены. Однако вне города были обнаружены два религиозных сооружения. Одно из них является галло-римским комплексом храмов в честь Марса. Другое сооружение — храм Меркурия у нынешней базилики Сакре-Кёр на холме Монмартр.

## Поздняя античность
Несмотря на значимость и размер, город не имел городской стены. Когда в III веке политическая ситуация в Галлии начала ухудшаться, город сократил свои размеры и полностью разместился на острове Сите. Прежние части города теперь использовали под кладбища, но, похоже, часть города на левом берегу осталась заселённой. Также части города были использованы в качестве каменоломен.
Примерно в 300 году впервые упоминается название Паризиум (лат. Parisium). Сохраняется важная политическая роль Лютеции: с 355 года здесь находится резиденция цезаря Юлиана, который в 360 году был провозглашён августом. В 365—366 годах Лютеция — резиденция Германских кампаний Валентиниа́на I. На острове Ситэ можно найти остатки дворца, предположительно упомянутой Юлианом Отступником цитадели, которую использовали и в Средневековье. В IV веке вокруг города возвели городскую стену, сохранившуюся до раннего Средневековья.
О периоде возникновения христианства в городе известно немногое. Под Нотр-Дамом находятся остатки церкви времён Меровингов — базилики Св. Стефана. На протяжении долгого времени предполагали, что под этим строением должна была находиться римская церковь, но раскопки не подтвердили этой версии. До III века здесь стояли дома богатых горожан. Первым епископом Парижа называют Св. Дионисия.

## В ономастике
В честь Лютеции назван астероид (21) Лютеция, открытый в 1852 году, а также 71-й элемент таблицы Менделеева лютеций.